# Аллен (Валле-д'Аоста)
Аллен (італ. Allein) — муніципалітет в Італії, у регіоні Валле-д'Аоста.
Аллен розташований на відстані близько 610 км на північний захід від Рима, 9 км на північний захід від Аости.
Населення — 233 особи (2014). Щорічний фестиваль відбувається 26 грудня. Покровитель — Святий Стефан.

## Демографія
Населення за роками:

Станом на 1 січня 2023 року в муніципалітеті офіційно проживало 8 іноземців з 6 країн, серед них 6 громадян країн Євросоюзу.

## Сусідні муніципалітети
- Дуе
- Етрубль
- Жиньо